# Marian Rada
Marian Rada (* 14. Mai 1960 in Bukarest) ist ein ehemaliger rumänischer Fußballspieler und derzeitiger -trainer. In seiner aktiven Laufbahn bestritt er 189 Spiele in der Divizia A, der höchsten rumänischen Fußballliga.

## Karriere als Spieler
Die Karriere von Rada begann bei Autobuzul Bukarest, wo er im Jahr 1981 in den Kader der ersten Mannschaft kam, die seinerzeit in der Divizia B spielte. Im Jahr 1983 verpflichtete ihn der Lokalrivale Rapid Bukarest. Dort etablierte er sich schnell als Stammkraft. Die Saison 1983/84 schloss der Aufsteiger mit dem Klassenerhalt ab, die beiden folgenden Spielzeiten landete er im Mittelfeld der Divizia A. Nach drei Jahren wechselte er innerhalb der Liga zu Universitatea Craiova, das um die UEFA-Pokal-Plätze mitspielte. In der Saison 1986/87 erreichte er mit seiner neuen Mannschaft einen fünften Platz und spielte erstmals im Europapokal, wo er mit seinem Team nach einem Sieg gegen Galatasaray Istanbul die zweite Runde erreichte und dort gegen den späteren Finalisten Dundee United ausschied.
Nachdem er in der Hinrunde 1987/88 kaum noch zum Einsatz gekommen war, verließ Rada Craiova wieder und kehrte zu Rapid Bukarest zurück. Am Saisonende musste er mit Rapid in die Divizia B absteigen, schaffte aber den sofortigen Wiederaufstieg. Im Jahr 1991 beendete er seine aktive Laufbahn.

## Nationalmannschaft
Rada bestritt zwei Einsätze für die rumänische Nationalmannschaft. Im März 1986 berief ihn der damalige Nationaltrainer Mircea Lucescu in sein Aufgebot für eine Länderspielreise in den Irak. Dort debütierte er am 14. März 1986 im ersten Spiel gegen die Gastgeber. Auch im zweiten Spiel drei Tage später wurde er über die volle Distanz eingesetzt.

## Karriere als Trainer
Nach dem Ende seiner aktiven Laufbahn arbeitete Rada in verschiedenen Funktionen für seinen früheren Klub Rapid Bukarest. Dabei musste er mehrmals als Interimstrainer aushelfen. In der Spielzeit 2007/08 sprang er im März 2008 für den zurückgetretenen Mircea Rednic ein und führte die Mannschaft in den UEFA-Pokal, ehe er ins zweite Glied zurücktrat. Zu Beginn des Jahres 2009 löste er José Peseiro als Cheftrainer ab, trat aber sechs Spieltage vor Saisonende zurück, als die am Ende verpasste Qualifikation zum Europapokal in Gefahr geriet. Ende April 2011 übernahm er den Posten des entlassenen Marius Șumudică und führte Rapid am Ende der Spielzeit 2010/11 in die Europa League. Anschließend wurde er Co-Trainer unter dem neuen Chefcoach Răzvan Lucescu. Im Oktober 2012 stieg er wieder zum Cheftrainer auf. Am Ende der Saison 2012/13 musste Rapid am grünen Tisch in die Liga II absteigen. Im August 2013 wechselte Rada bei Rapid auf den Posten des Leiters der Nachwuchsabteilung. Ende September 2014 gab er dieses Amt auf, um abermals die erste Mannschaft zu trainieren. Nach lediglich drei Punkten aus neun Spielen wurde sein Vertrag Ende 2014 aufgelöst. Seit November 2015 betreut er ACS Berceni in der Liga II.